# Greigia sphacelata
Greigia sphacelata (Ruiz & Pav.) Regel è una pianta della famiglia delle Bromeliacee, endemica del Cile.
Produce un frutto commestibile noto come chupón.